# Kat Von D
Katherine Von Drachenberg Galeano (Montemorelos, Nuevo León, 8 de marzo de 1982), conocida como Kat Von D, es una tatuadora, empresaria, cantante y celebridad de televisión mexicana nacionalizada estadounidense. Es conocida por su trabajo en el programa de televisión L.A. Ink.
Kat tiene su propio local de tatuajes, un programa de televisión muy parecido a Miami Ink, pero trasladado a Los Ángeles, California, por lo cual el programa lleva por nombre L.A. Ink y contaba con una línea de maquillaje en colaboración con Sephora, hasta 2020.

## Biografía
Nació en la ciudad de Montemorelos, en el estado mexicano de Nuevo León. Hija de René von Drachenberg y Silvia Galeano, ambos argentinos de ascendencia alemana, italiana y española respectivamente. Cuando apenas tenía cuatro años de edad, Kat se mudó a Colton, California, Estados Unidos. Su abuela paterna estaba a cargo del desarrollo artístico, principalmente en el piano, convirtiendo a Kat en una gran compositora. Kat siempre ha mantenido una gran relación con sus padres y hermanos. Karoline y Michael, sus hermanos, trabajan con ella. La primera como asistente personal, y el segundo como responsable de los productos firmados por la estrella.
Se hizo su primer tatuaje a los 14 años y fue una J en el tobillo, simbolizando su primer amor, pero tres años después ella y su pareja rompieron. A pesar de que era una brillante estudiante, dejó la escuela a los 14 años y se escapó de casa para dedicarse al arte del tatuaje. Pese a contar con tan sólo 15 años, Kat tatuaba del orden de un hombre al día, pero debía mentir acerca de su edad. En 1998, Kat comenzó en su primera tienda oficial llamada "Sin City Tattoo" que estaba en su vecindario; año y medio después se mudó a otra tienda llamada "Blue Bird Tattoo" en Pasadena y un año después en "Red Hot Tattoo" en Arcadia.
En unos años empezó a trabajar en Inflictions en las afueras de Covina, California. Esta época fue un periodo de gran crecimiento en su trabajo, por lo que fue a "True Tattoo", donde tuvo la oportunidad de trabajar con Chris Garver y Clay Decker; con el tiempo Kat adquirió mucho talento y calidad, lo que la llevó a Miami Ink y ahora en su propio show Los Angeles Ink.
Ha tatuado a muchos famosos, entre ellos Frank Iero, Billie Joe Armstrong, Jenna Jameson, Jason Mraz, Zayn Malik, Bam Margera, Ville Valo, Jeffree Star, Dave Navarro, Nikki Sixx, Jesse Metcalfe, Brent Hinds, Mira Sorvino, Papa Roach, Jared Leto, Joey Castillo, Jason Freese, Gas Lipstick, Kerry King, M. Shadows, Margaret Cho, Sebastian Bach, Scott Ian, Lady Gaga, Ewan McGregor, Christina Perri, Demi Lovato, Miley Cyrus entre otros. 
Estuvo casada con Oliver Peck (2001-2004), del que se separó de forma traumática. De hecho él, que también es tatuador, en junio de 2008 arrebató a Kat el Guinnes World Record que esta había conseguido tatuando a 400 personas en 24 horas. Ya de vuelta a Los Ángeles, después de su estancia en Miami, Alex Orbison, hijo de Roy Orbison, fue su compañero fiel durante meses. «Orbi» incluso considerando la posibilidad de proponer matrimonio a Kat, pidió la bendición del padre de la artista. No pudo ser, también acabó la relación y Kat inició una nueva con el bajista de la banda Mötley Crüe, Nikki Sixx. La pareja afirma que desde hacía tiempo les unía una buena relación de amistad. La relación de ambos duró desde 2008 hasta enero de 2010.
Más tarde comenzó a salir con el customizador de motocicletas de West Coast Choppers, director ejecutivo y celebridad, Jesse Gregory James (exmarido de la actriz Sandra Bullock). El 19 de agosto de 2010, Von D confirmó a la prensa que ella y James eran novios. En Twitter dijo: "Creo que es bastante obvio que estamos saliendo juntos". Von D y James, anunciaron su compromiso matrimonial el 20 de enero de 2011. El 26 de julio de 2011, Kat Von D anunció a través de su Twitter la separación de la pareja: «No estamos juntos pero por respeto a él, a su familia y a mí, es toda la información que voy a compartir». Por su parte, Jesse en declaraciones exclusivas a la revista People, dijo: "Estoy muy triste porque realmente la quería". "La distancia entre los dos ha sido demasiado", añadía resaltando el motivo de la ruptura. En septiembre de 2012 anunció su relación sentimental con el músico de Electro House Joel Zimmerman, más conocido como Deadmau5, así teniendo este una estrella en su ojo por su cariño hacia Kat. 
En octubre de 2021, Von D anunció el cierre de su estudio de tatuajes High Voltage Tattoo en West Hollywood, Los Ángeles, efectivo el 1 de diciembre de ese año, después de 14 años de operación. La decisión se debió a su mudanza permanente a Indiana, explicando que no tenía sentido mantener el estudio abierto sin su presencia. Aunque expresó intenciones de abrir un nuevo estudio en Vevay, Indiana, hasta 2025  no se ha confirmado su apertura, y Von D ha indicado que no está tatuando en ese momento, enfocándose en su carrera musical y otros proyectos. 
Posee su propia línea de ropa y una línea de maquillaje, en colaboración con Sephora. También tiene una galería de arte y un restaurante. Organizó un gran evento que atrajo a miles de personas en torno a los tatuajes y el Rock bajo el nombre de «Musink». Es dueña del estudio de tatuajes High Voltage tattoo. Ha actuado en la película The Bleeding (2009). En enero de 2009 publicó un libro titulado High Voltage Tattoo, con fotos, consejos y datos autobiográficos.
El 21 de febrero de 2018 se casó con Rafael Reyes y ese mismo año tuvieron un hijo al que llamaron Leafar.
En octubre de 2022 se convierte al cristianismo y en 2023 comparte en sus redes sociales un video de su bautizo.

## Tatuajes
Kat tiene muchos tatuajes: «mi vida loca» en la espalda. Un tatuaje en honor a su madre en la escápula, otro de su padre en el antebrazo y uno de su hermana Carolin. En su abdomen tiene tatuado Hollywood en honor a su ciudad favorita. También tiene un tatuaje en el hombro de Nikki Sixx que dice I love you. En su mano derecha, en los dedos tiene tatuado T.a que significa True love always, el Heartagram y L.v.B. entre otros tatuajes de sus dedos. En la mano izquierda tiene el Heartagram simbolizando su banda favorita con Ville Valo, L.A por Los Ángeles y el rayo de high voltage tattoo, su tienda de tatuajes. En las dos muñecas tiene tatuado "hermano" y "hermana" (en honor a sus hermanos). En el cuello tiene una flor que dice oliver (el nombre de su exmarido). En el lado izquierdo de su cara tiene unas estrellas, así como en el párpado del ojo izquierdo, debido a que una de sus canciones favoritas es Starry eyes de Mötley Crüe. En su lado derecho tiene tres puntitos y un rayo. En el hombro izquierdo tiene tatuado los ángeles junto a otras flores en el brazo. También tiene tatuado el retrato de quien fuera su amiga y mánager durante la primera temporada de LA Ink, Pixie, alrededor de su pierna izquierda realizado por Nikko Hurtado. Tiene también otro retrato de Jessie James de pequeño, debajo de la axila, siendo de una foto que él le mandó cuando empezaron a salir.

## Vida personal
Después de convertirse en cristiana evangélica, fue bautizada en la Iglesia Bautista de Switzerland en Vevay, Indiana, en 2023.